# Schema (elektriciteit)

Een eendraadschema met de energiestromen. Rode kaders duiden de vermogenschakelaars aan, grijze lijnen de driefasige rails en hun koppelingen, de oranje cirkel vertegenwoordigt een generator, de groene spiraal is een spoel, en de drie overlappende blauwe cirkels stellen een driefasige transformator met drie wikkelingen voor.

Een elektrisch schema is een grafische voorstelling van een elektrische installatie, gebruikmakend van hoofdzakelijk elektrische symbolen en verbindingen. Dit in tegenstelling tot een elektronisch schema, welk een voorstelling van een elektronisch circuit geeft.
In het elektrisch schema zijn elektrische componenten, elektrische verbindingen, bediening en signalisatie eenduidig vastgelegd door coderingssystemen zoals de componentnummering, klemnummering, locatie-, kabel- en draadnummering. De elektrische componenten worden symbolisch weergegeven op het elektrisch schema. Complexe schema's worden op meerdere pagina's weergegeven en maken gebruik van kruisverwijzingen. Gegevens die belangrijk zijn voor de correcte aansluiting, bediening en gebruik worden ook op het schema vermeld: de aanduiding van de voedingsspanning, de plaatsingswijze, beschrijving van functie van een signalisatie, bereik van meetwaarden en signalen, instelling van timers en thermieken. Naargelang de behoefte zijn er verschillende soorten elektrische schema's.

## Locatie in een schema
Een schema heeft meestal meerdere locaties. De locatie is de fysieke plaats waar de onderdelen van het schema zich bevinden. Een locatie heeft ook meerdere niveaus:
- gebouwniveau of aanduiding van de hal waarin de betreffende kast zich bevindt. Elk gebouw moet een uniek nummer in het bedrijf hebben, zodat de locatie van het gebouw ondubbelzinnig vast ligt in een lay-out-tekening van het bedrijf.
- kast- of machineniveau is de aanduiding van een kast of machine in het gebouw. De locatie kast-niveau wordt in het schema vermeld op elke pagina. Delen van het schema op een andere locatie worden in een zone getekend met streepjeslijn, afgebakend met de aanduiding van hun locatie erbij. Elke kast of machine moet een uniek nummer in het gebouw hebben, zodat de locatie van de kast of machine ondubbelzinnig vast ligt in een lay-out-tekening van het gebouw.
- componentniveau of aanduiding van een component in de kast. Elke component moet een uniek nummer in de kast of machine hebben, zodat de locatie van de component ondubbelzinnig vast ligt in een lay-out-tekening van de kast of machine.
- klemniveau of aanduiding van de klem van een component. Elke aansluitklem van een elektrische component moet een uniek nummer hebben, zodat de locatie van de klem ondubbelzinnig vastligt op de component.

Op deze manier is alles eenduidig vastgelegd en kan precies nagegaan worden waar elke aansluitklem zich bevindt.

### Voorbeeld
- Een bedrijf heeft een matrixstructuur met van noord naar zuid velden A, B, C, D en E en van oost naar west velden 1 tot en met 5. Zo ontstaan 26 fabrieksvelden A1, A2, ... E4 en E5. (E6 hoofdveldkantoor)
- In veld B2 zijn elektrotechnische kasten genummerd A1 tot A20, pompen genummerd van P001 tot P538, motoren M01 tot M25 enz.
- In de kast A1 zitten klemmenstroken X1 tot X20, contactoren K1 tot K15, Automaten F1 tot F10 en motorbeveiligers Q1 tot Q15.
- De contactor K1 heeft hoofdcontacten 1-2, 3-4 en 5-6 en hulpcontacten 13-14 en 21-22.

De klem 13 van contactor K1 van kast A1 van gebouw B2 wordt aangeduid met =B2+A1-K1:13

## Aanduidingen op het elektrotechnisch schema

### Projectgegevens en algemene schemagegevens
- Voorblad: een elektrotechnisch schema dat uit meerdere bladzijden bestaat heeft meestal een voorblad, waarop alle project- en klantgegevens vermeld staan, vaak met het logo van de klant erop.
  - Klantnaam
  - Adres
  - Projectnaam
  - Bestelnummer
- Kader: De bladrand noemt met het kader en dat bevat eveneens de belangrijkste klantgegevens en projectgegevens. Naast deze gegevens vindt men er steeds de volgende vermeldingen op terug:
  - Paginanummer
  - Revisienummer van de pagina
  - Schemanummer
  - Locatie

### Aanduiding van de voedingsspanningen
voorbeeld: 3,N 400/230 V 50 Hz
- 3: Het aantal verdeelde fasen
- N: De nulleider wordt mee verdeeld
- 400: De lijnspanning = spanning tussen 2 lijnen (2 fasen)
- 230: De fasespanning = spanning tussen een fase en de nul
- V: De eenheid volt die slaat op de voorgenoemde spanningen. Kan ook kV zijn voor kilovolt bij hoogspanningsinstallaties
- 50: De nominale frequentie.
- Hz: De eenheid van frequentie die slaat op het getal dat ervoor staat
- De lijnspanning en fasespanning zijn afhankelijk van hoe het geschakeld staat, bijvoorbeeld ster of driehoek.

### Nummering van de elektrische componenten
Heel wat schema's zijn opgesteld met de oude, vervallen norm IEC 60750, waar niet enkel de componentnummering in beschreven is maar eveneens de locaties.
- A: Samenstellingen, kasten (printplaat, versterker, laser, maser)
- B: Omvormers, van niet-elektrisch naar elektrisch of omgekeerd (Pt100, dynamometer, piëzo-element, microfoon, luidspreker, synchro-resolver, foto-elektrische cel)
- C: Condensatoren
- D: Binaire elementen, vertragingslijnen, opslagtoestellen (digitale IC, bistabiel element, bandrecorder, register, disk recorder)
- E: Verscheidene (verwarmingstoestel, verlichtingstoestel, toestellen elders niet vermeld)
- F: Beveiligingstoestellen (zekering, installatieautomaat, overspanningsafleider)
- G: Generator, voeding
- H: Signalisatie (signaallamp, zoemer)
- K: Relais en contactoren
- L: Spoelen, reactoren
- M: Motor
- N: Analoge elementen (OPAMP, hybride analoog/digitaal toestel)
- P: Meettoestel, testtoestel (aanduider, schrijver, integrerend meettoestel, signaalgenerator, klok)
- Q: Schakeltoestel voor vermogenkringen (zekeringsautomaat, aanzetter, onderbreker)
- R: Weerstand (potentiometer, instelbare weerstand, reostaat, shuntweerstand, thermistor)
- S: Schakelaar voor stuurkringen, selector (drukknop, nokkenschakelaar, eindeloopcontact, keuzecontact)
- T: Transformator (spanningstransformator, stroomtransformator)
- U: Modulator, omvormer (frequentieomvormer, coder-decoder, wisselrichter, signaalomvormer)
- V: Halfgeleider (gasontladingsbuis, diode, transistor, thyristor, elektronenbuis)
- W: Transmissie-element, golfgeleider, antenne (geleider, kabel, busbar, golfpijp, dipoolantenne, paraboolantenne)
- X: Klemmen, stopcontacten, stekkers (klemmenstrook, stekker en stopcontact, verbinding, kabeleindsluiting, mof)
- Y: Elektrisch bediend mechanisch toestel (rem, koppeling, pneumatische klep)
- Z: Afsluiter, hybride transformator, filter, equalizer, limiter

## Opbouw van het elektrisch schema
Een elektrisch schema is opgebouwd uit verschillende kringen:
- Voedingskringen verdelen de elektrische energie van het ene bord naar andere borden of machines.
- Vermogenskringen zijn typisch voor de aansturing van een elektromotor of machine. Een vermogenskring wordt bekrachtigd door een contactor. Om de motor te beveiligen bevat de vermogenskring een thermiek of motorbeveiliger. Indien de aandrijving gebeurt door een frequentieomvormer zal de eigenlijke stuurkring rechtstreeks gekoppeld worden aan de frequentieomvormer.
- Stuurkringen bevatten de schakellogica om op de juiste wijze de contactoren van de vermogenskringen aan te sturen. In de stuurkring bevinden zich dan ook bedieningsorganen zoals schakelaars en drukknoppen, relais, elektronische relais en mogelijk een programmable logic controller (PLC). De contactor maakt de scheiding tussen de stuurkring en de vermogenskring: in de stuurkring is de spoel van de contactor opgenomen die het aantrekken van de contactor bepaald alsook enkele hulpcontacten van de contactor. In de vermogenskring zitten de hoofdcontacten van de contactor.
- Signalisatie geeft informatie aan de gebruiker door signaallampen of zoemers of andere HMI's. Deze signalisatie is binair (aan of uit) en kan ook gemeld worden door signaalcontacten die ter beschikking staan van de gebruiker, zoals een melding dat de machine in dienst is of dat de machine in storing staat.
- Sensorkringen verbinden sensoren van de machine met een PLC of een meetomvormer die er een analoog signaal van maakt.
- Analoge kringen bevatten analoge signalen. In de industrie worden standaardsignalen gebruikt zoals het 4-20mA- of het 0-10V-signaal. Deze signalen kunnen een meetwaarde zijn van een sensor die door een meetomvormer tot een standaard signaal is omgevormd.

## Soorten elektrische schema's
Omdat er bij het maken van een elektrische installatie heel wat komt kijken, zijn er verschillende soorten schema's waar iedereen, maar vooral elektrotechnici, gebruik van kan maken.

op alfabetische volgorde
AansluitschemaEen schema waarop te zien is waar welke ader op welke klem wordt aangesloten. Zo'n soort schema wordt ook wel klemmenstrooktekening of klemmenlijst genoemd.
AanzichttekeningEen tekening waarop de indeling van (de voorzijde of het binnenwerk van) een elektrische-apparatenkast wordt weergegeven.
BlokschemaEen schema waarop op vereenvoudigde wijze (een gedeelte) van de configuratie van een elektrische installatie wordt weergegeven, waarbij eenheden (panelen of besturingseenheden) als blokken worden weergegeven. Zo'n schema wordt ook wel configuratieschema genoemd.
DeelschemaEen deelschema geeft een deel van een elektrisch systeem weer, kenmerkend is dat de complete stroomkring van een component wordt weergegeven. Andere verbindingen met de component worden niet direct, maar vaak als een link naar een ander schema weergegeven. Componenten uit een elektrisch systeem kunnen in verschillende (deel)schema's terugkomen in tegenstelling tot het principeschema (zie aldaar).
EendraadschemaEen eendraadschema geeft de principes van de elektrische installatie weer in grote lijnen. Het eendraadschema toont de belangrijke componenten van de installatie met hun belangrijkste eigenschappen en de belangrijkste verbindingen. In stippellijn worden vaak de meetsignalen en analoge signalen aangeduid die de beschermingsrelais aansturen of die de schakelapparatuur aansturen.
GrondschemaEen schema waarbij de leidingen met het aantal aders en symbolen op enkelvoudige manier worden weergegeven. Op zo'n schema wordt vaak (een gedeelte) van de configuratie van een elektrotechnische installatie weergegeven. De functie van een grondschema en een blokschema liggen vaak in elkaars verlengde.
InstallatieschemaEen afgeleide van het grondschema. Op dit schema worden de leidingen en symbolen op enkelvoudige manier weergegeven, vaak van één of meerdere verdeelinrichtingen voor licht- en krachtgroepen. Daarnaast worden nog vaak specifieke technische kenmerken van elke groep weergegeven, zoals het afgegeven vermogen en de nominale stroom. Ook wordt voor elke verdeler vaak het totaal te verwachten vermogen opgegeven.
InstallatietekeningEen tekening waar op een bouwkundige plattegrond de exacte locatie van elektrische apparaten (zoals schakelaars, WCD's, aansluitpunten voor data / telefonie) wordt weergegeven. Men kan installatietekeningen onderverdelen in installatietekeningen voor krachtgroepen (400/230Vac), lichtgroepen (230Vac), indelingen van elektrotechnische ruimtes, aarding, communicatie en brandpreventie. Ook kan men dit soort zaken samenvoegen tot één (of meerdere) tekening(en).
KabellijstEen lijst met daarop alle voorkomende kabels van (een gedeelte) van een elektrische installatie bij voorkeur op (alfa-)numerieke volgorde.
KabellooptekeningEen tekening waarop de loop van kabels wordt weergeven. Zie ook bij leidingschema.
LeidingschemaHierbij worden de leidingen en buizen die worden gebruikt bij de elektrische installatie getekend op de plattegrond van het gebouw waar de installatie zich bevindt. Men kan hier ook kabelvlaggen bijplaatsen. Dan spreekt men van kabellooptekening.
Meet- en regelschemaEen meet- en regelschema (of regelkringschema) is een schema waarop staat weergegeven hoe een instrument in het veld is verbonden met de besturingseenheid. Qua tekenwijze komt een meet- en regelschema overeen met die van een stroomkringschema. Omdat het hier vaak instrumentatie betreft, staan er bij het desbetreffende apparaat ook diverse instellingen vermeld, vaak op de tekening zelf, maar ook wel op aparte specificatiebladen die bij het schema horen. In de volksmond noemt men zo'n schema ook wel loopdiagram (Engels).
OpstellingstekeningEen tekening met de opstelling van de installatie, met daarop aangegeven de elektrische componenten (zoals motoren, schakelaars en sensoren) die de installatie aansturen.
PrincipeschemaHierbij worden alle verbindingen en componenten weergegeven van een elektrisch systeem. Alle componenten in het systeem worden schematisch weergegeven. Kenmerkend aan een principeschema is wanneer het schema wordt opgedeeld in verschillende stukken, iedere component slechts eenmaal zal voorkomen.
StroomkringschemaEen stroomkringschema wordt getekend om een elektrische schakeling beter te begrijpen en om te zien hoeveel draden er bij te pas komen. Men maakt onderscheid tussen schema's voor hoofdstroom (400/230Vac) en stuurstroom (lagere spanningen), zodoende spreekt men ook vaak van hoofdstroomschema en stuurstroomschema.

## IEC- en ISO-normen over elektrische symbolen en schema's
- IEC 60027 Letters symbols to be used in electrical technology
- IEC 60417 ISO 7000-DB-12M  (2004-06) Graphical symbols for use on equipment
- IEC 60617-DB-12M  (2001-11) Graphical symbols for diagrams
- IEC 60848 ed2.0 (2002-02) GRAFCET specification language for sequential function charts
- IEC 60870 Telecontrol equipment & systems
- IEC 60878 ed2.0 (2003-07) Graphical symbols for electrical equipment in medical practice
- IEC 61082-1 ed2.0 (2006-04) Preparation of documents used in electrotechnology - Part 1: Rules
- IEC 61175 ed2.0 (2005-09) Industrial systems, installations and equipment and industrial products - Designation of signals
- IEC 61352 ed2.0 (2006-07) Mnemonics and symbols for integrated circuits
- IEC 61666 ed2.0 (2010-08) Industrial systems, installations and equipment and industrial products - Identification of terminals within a system
- IEC 61734 ed2.0 (2006-07) Application of symbols for binary logic and analogue elements
- IEC 61836 ed2.0 (2007-12) Solar photovoltaic energy systems - Terms, definitions and symbols
- IEC 61930 ed1.0 (1998-08) Fibre optic graphical symbology
- IEC 62023 ed2.0 (2011-10) Structuring of technical information and documentation
- IEC 62027 ed2.0 (2011-10) Preparation of object lists, including parts lists
- IEC 62053-52 ed1.0 (2005-09) Electricity metering equipment (AC) - Particular requirements - Part 52: Symbols
- IEC 62424 ed1.0 (2008-08) Representation of process control engineering - Requests in P&I diagrams and data exchange between P&ID tools and PCE-CAE tools
- IEC 62491 ed1.0 (2008-03) Industrial systems, installations and equipment and industrial products - Labelling of cables and cores
- IEC 62711 ed1.0 (2011-10) Mnemonics and designations of symbols for measuring relays, instruments and related device
- IEC 81346-1 ed1.0 (2009-07) Industrial systems, installations and equipment and industrial products - Structuring principles and reference designations - Part 1: Basic rules
- IEC 81346-2 ed1.0 (2009-07) Industrial systems, installations and equipment and industrial products - Structuring principles and reference designations - Part 2: Classification of objects and codes for classes
- IEC 81714-2 ed2.0 (2006-06) Design of graphical symbols for use in the technical documentation of products - Part 2: Specification for graphical symbols in a computer sensible form, including graphical symbols for a reference library, and requirements for their interchange
- IEC 81714-3 ed2.0 (2004-10) Design of graphical symbols for use in the technical documentation of products - Part 3: Classification of connect nodes, networks and their encoding

### Enkele normen aangaande voedingsspanning
- Spanningskarakteristieken in openbare elektriciteitsnetten, Publicatiedatum: 01-08-2010 geeft de toegelaten tolerantie waaraan de gevoelige gebruikers moeten voldoen om een goede werking te kunnen garanderen
- IEC 60038 ed7.0 IEC standard voltages, Publication date 2009-06-17

### Oude nummering volgens IEC 60750 (vervallen)
IEC 60750 ed1.0 withdrawn Item designation in electrotechnology

### Nieuwe nummering volgens IEC 81346-2
IEC 81346-2 ed1.0 Industrial systems, installations and equipment and industrial products - Structuring principles and reference designations - Part 2: Classification of objects and codes for classes, Publication date 2009-07-30